# Capitalism and Freedom
Capitalism and Freedom (em português:  Capitalismo e Liberdade) é um livro escrito pelo economista Milton Friedman, publicado originalmente em 1962 pela University of Chicago Press, onde discute questões da economia capitalista dentro da sociedade liberal. A obra vendeu cerca de 400.000 exemplares nos primeiros 18 anos de existência e mais de meio milhão desde 1962, além de ter sido traduzida para 18 idiomas. Friedman afirma que a liberdade econômica é uma prerrogativa para se obter a liberdade política. Milton Friedman se encaixa no termo liberal de acordo com as concepções dos iluministas franceses,  diferentemente da concepção americana, que ele acredita ter sido corrompida desde a Grande Depressão. Muitos conservadores e libertários adotam alguns dos seus pontos de vista. Entre outros conceitos, Friedman defende o fim da obrigatoriedade de diplomas para médicos e a introdução de um sistema de educação escolar certificado pelo governo mas administrado pela iniciativa privada.

## Contexto
Capitalismo e Liberdade foi publicado aproximadamente duas décadas depois do fim da Segunda Guerra Mundial, em um período onde a Grande Depressão ainda figurava na memória coletiva dos norte-americanos. Sob as administrações Kennedy e Eisenhower, o gasto federal do governo com defesa nacional, assistência social e infraestrutura cresceu em um ritmo rápido, apoiado tanto por Republicanos quanto por Democratas, e justificado pela maioria dos intelectuais que apoiavam políticas Keynesianas.

## Reconhecimentos
Capitalismo e Liberdade integra a lista do Intercollegiate Studies Institute dos "50 melhores livros do século XX" e também figura na lista dos "100 Melhores livros de não-ficção do século XX", compilada pelo National Review.